# Codonanthe uleana
Codonanthe uleana är en tvåhjärtbladig växtart som beskrevs av Karl Fritsch. Codonanthe uleana ingår i släktet Codonanthe och familjen Gesneriaceae. Inga underarter finns listade i Catalogue of Life.